# Ebba Lindkvist
Ebba Johanna Bergman Lindkvist, también Lindqvist, (1882-1942) fue una actriz y directora de cine sueca. En 1910 dirigió el corto Värmlänningarna, que se estrenó en Suecia el 27 de octubre de ese mismo año. Por tal motivo, se la considera la primera mujer que llegó a ser directora de cine en Suecia, creando su primera película un año antes de que se estrenara Stockholmsfrestelser de Anna Hofman-Uddgren el 27 de abril de 1911.

## Biografía
Nacida el 10 de marzo de 1882 en Estocolmo, Ebba Johanna Bergman era hija de Emma Augusta Charlotta, de soltera Brobeck, y Gustaf Edvard Bergman. La segunda de cuatro hijos, estudió canto y drama con la cantante de ópera Bertha Tammelin (1836-1915) y el actor Emil Hillberg (1852-1929). Trabajó como actriz en teatros ambulantes y municipales. En mayo de 1907 se casó con Victor Lindkvist, con quien abrió una escuela de canto y teatro en Malmö en 1910.
En octubre de 1910, se estrenó la versión de Lindkvist de la obra de Fredrik August Dahlgren Värmlänningarna, de la cual se había estrenado una versión anterior de Carl Engdahl en enero del mismo año. Por lo tanto, precedió a Anna Hofman-Uddgren como primera mujer directora de Suecia, aunque su película era técnicamente menos profesional que la de Hofman-Uddgren. La propia Lindkvist actuó en la película.
Enferma de neumonía, Ebba Lindkvist murió el 5 de junio de 1942 en una clínica en Växjö, en el sur de Suecia. No fue hasta 2016 cuando fue reconocida como la primera directora de cine de Suecia. El Premio Ebba, otorgado a una directora, fotógrafa, guionista o editora de Escania, lleva su nombre.